# Helicodontium pervirens
Helicodontium pervirens är en bladmossart som beskrevs av Jean Édouard Gabriel Narcisse Paris 1896. Helicodontium pervirens ingår i släktet Helicodontium och familjen Fabroniaceae. Inga underarter finns listade i Catalogue of Life.